# Popillia rubescens
Popillia rubescens är en skalbaggsart som beskrevs av Lin 1981. Popillia rubescens ingår i släktet Popillia och familjen Rutelidae. Inga underarter finns listade i Catalogue of Life.